# Vester

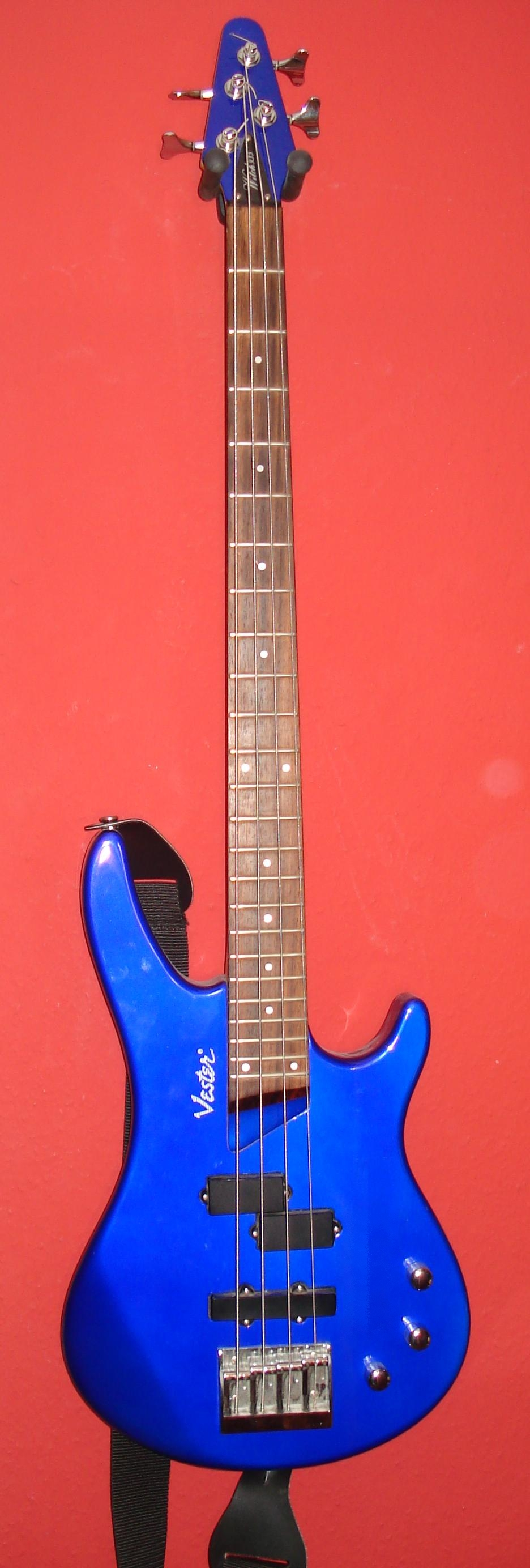
Vester Witch 935

Vester was een gitaarmerk van het inmiddels opgeheven Midco International.
De kenmerken van de gitaren zijn de Fender-imitaties en de Charvel Jackson headstock (hals- en kop van de gitaar). Ook zijn ze vaak voorzien van een Floyd Rose tremolo. Met een Floyd Rose systeem is een gitaar lastiger te stemmen, ook is het moeilijker om snaren te vervangen of nieuwe snaren op de gitaar te leggen. Het voordeel is echter wel dat je gitaar vrijwel niet ontstemt, door het locking system. Dit systeem voorziet erin dat de snaren vast worden geklemd bij de kam na het grofstemmen. Het fijnstemmen doe je dan ook bij de brug in plaats van bij de stemmechanieken.
De klankkast is gemaakt van gelaagd hout (multiplex); hierdoor is deze zeer zwaar. Multiplex werd tot in de jaren 90 veel gebruikt voor goedkope elektrische gitaren. De resonantie-eigenschappen van multiplex laat echter te wensen over ten opzichte van massief toonhout.
Alle gitaren zijn begin jaren negentig gemaakt in Zuid-Korea en zijn bekend van verschillende glamrockbands. SaeHan, de Zuid-Koreaanse producent, was/is een van de grootste muziekinstrumentenbouwers van Zuid-Korea en produceert/de onder andere voor Ibanez, Fender, Kaman (Ovation).
Vester maakte elektrische gitaren, elektrische basgitaren, akoestische en akoestische gitaren, semiakoestische gitaren en versterkers.
De gemiddelde kwaliteit deed vaak niet onder voor een andere gitaar in die prijsklasse.